# Ixvarà

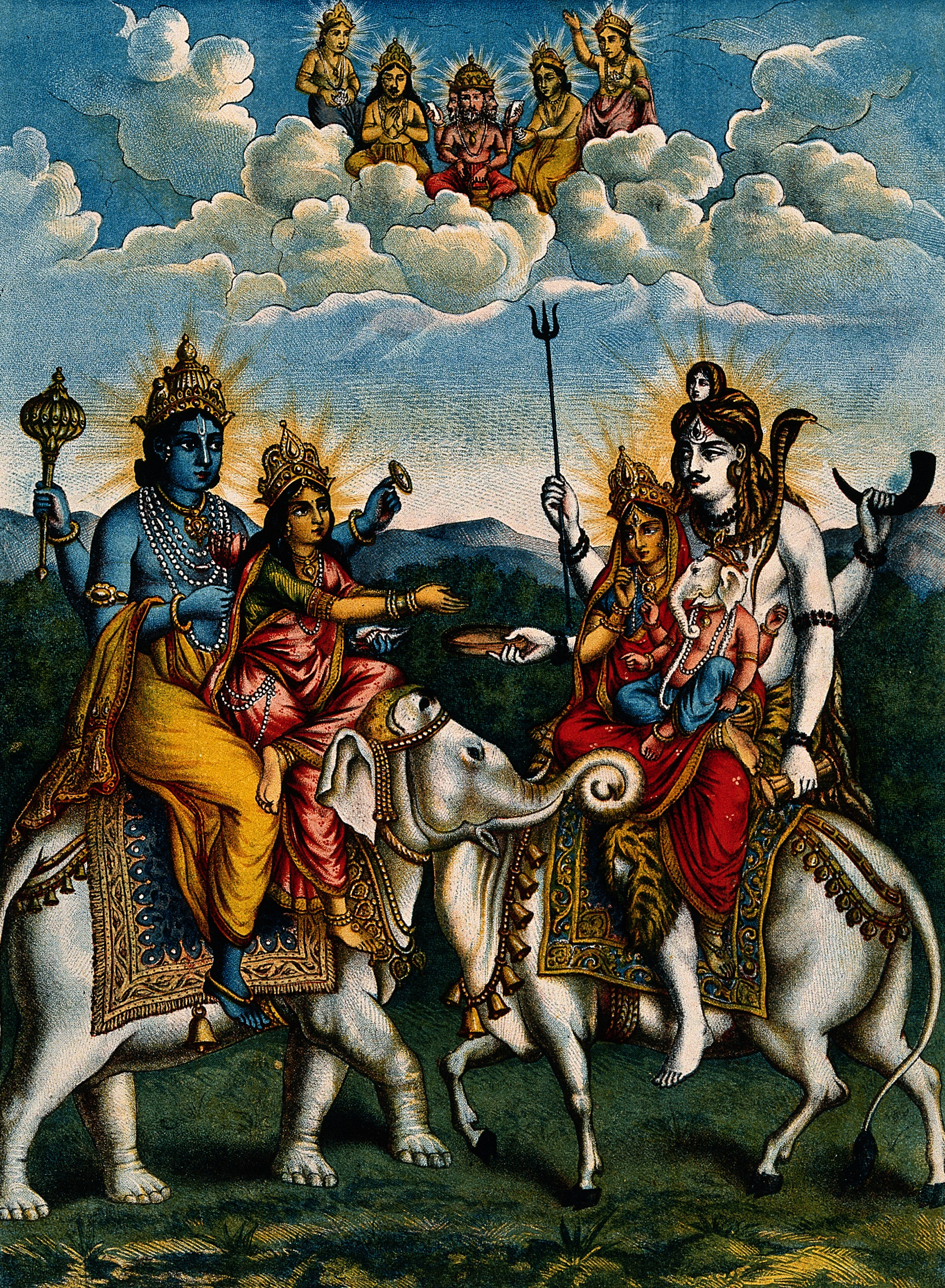
Vixnu i Xiva, portadors de l'epítet Ixvarà, muntant en elefant acompanyats per les consorts Lakxmi, Pàrvati, i per Ganeixa. Brama observa des del cel.

Ixvarà (en sànscrit ईश्वर īśvara, controlador suprem) és un concepte del pensament indi que fa referència a Déu en tant que ésser suprem, en contrast amb l'impersonal transcendent braman. A vegades s'utilitza el terme femení ixvarí (īśvarī), en particular en xactisme, per a referir-se a la divinitat suprema femenina.
Aquest concepte implica una visió monoteista i sovint monista a la qual adhereixen, d'entre les sis doctrines hinduistes, les escoles del samkhya tardà, ioga, vaixesika, vedanta i nyaya. En canvi, el samkhya primerenc i mimamsa no associaven el concepte d'ixvarà a cap ésser suprem. Al Ioga Sutra de Patanjali es pot interpretar el significat d'Ixvarà tant d'una manera teista com no teista.
En les tradicions xivaïtes, el terme s'usa com un dels noms de Xiva en el mot compost Maheixvarà (gran senyor). En el budisme mahayana apareix com a part del mot Avalokiteshvara, nom d'un bodhisattva venerat per la seva compassió (els bodhisattves són éssers il·lluminats que estan destinats a convertir-se en budes però posposen aquest estat final per ajudar a la humanitat). El nom en sànscrit Avalokiteshvara significa Senyor que escolta els plors del món, Senyor que mira cap avall amb compassió, o també Senyor que mira en totes les direccions.

## Etimologia
L'arrel de la paraula Ixvarà prové d’Ish (ईश् īś-) que significa capaç de i propietari, governant, cap de. La segona part de la paraula Ixvarà és vara (वर vara), que significa, depenent del context, el millor, excel·lent, bell, elecció, desig, benedicció, don, regal i pretendent, amant, aquell que sol·licita una noia en matrimoni. La paraula composta, Ixvarà, significa literalment propietari del millor, del bell, governant de les opcions, benediccions, béns o cap de pretendents, amants.
Com a concepte, Ixvarà en textos sànscrits antics i medievals significa de diverses maneres un governant o rei, un marit, Déu, Ésser Suprem, Jo Suprem, Shiva, el déu de l'amor, un dels Rudras i el número onze.
La paraula Īśvara no apareix al Rigveda. Tanmateix, el verb īś- sí que apareix al Rigveda, on el context suggereix que el seu significat és capaç de, capaç de. És absent al Samaveda, és rar a l'Atharvaveda, però apareix als Samhites del Yajurveda. El significat contextual, però, tal com explica l'antic gramàtic indi Pànini, no és ni déu ni ésser suprem.
La paraula Ixvarà apareix en nombrosos Dharma-xastra antics. Tanmateix, allà Ixvarà no significa Déu, sinó Veda. Ixvarà en els Dharmasutras podria significar alternativament rei, i el context afirma literalment que «els Dharmasutras són tan importants com Ixvarà (el rei) en assumptes d'importància pública».
El terme s'utilitza com a part dels compostos Maheshvara (El Gran Senyor) i Parameshvara (El Senyor Suprem) com a noms de Vixnu i Xiva. En el budisme mahayana s'utilitza com a part del compost  Avalokiteśvara  ('senyor que escolta els crits del món', però vegeu la secció d'etimologia), el nom d'un bodhisattva venerat per la seva compassió. Quan es fa referència a la divinitat com a femenina, particularment en el Xactisme, de vegades s'utilitza el femení Ixvari.
A l'escola Advaita Vedanta, Ixvarà és un Absolut Universal monístic que connecta i és la Unitat en tothom i en tot.

## Escoles de pensament
Entre els sis sistemes de filosofia hindú, Samkhya i Mimamsa no consideren rellevant el concepte d'Ixvarà, és a dir, un ésser suprem. Les escoles de ioga, Vaixesika, Vedanta i Nyaya de l'hinduisme discuteixen Ixvarà, però assignen significats diferents.
Ixvarà és un concepte metafísic dels Yogasutras. No esmenta la deïtat enlloc, ni tampoc cap pràctica devocional (Bhakti), ni tampoc dóna característiques d'Ixvarà típicament associades amb una deïtat. A l'escola de ioga de l'hinduisme, segons Whicher, Ixvarà no és ni un Déu creador ni l'Absolut universal de l'escola Advaita Vedanta de l'hinduisme. Whicher també assenyala que algunes subescoles teistes de la filosofia vedanta de l'hinduisme, inspirades per l'escola de ioga, expliquen el terme Ixvarà com l'Ésser Suprem que governa el cosmos i els éssers individualitzats. Malinar afirma que a les escoles Samkhya-Ioga de l'hinduisme, Ixvarà no és ni un Déu creador ni un Déu salvador.
Les subescoles Bhakti es refereixen a Ixvarà com un Senyor Diví o la deïtat d'una subescola Bhakti específica. Els moviments sectaris moderns han emfatitzat Ixvarà com a Senyor Suprem; per exemple, el moviment Hare Krixna considera Krixna com el Senyor. En les subescoles teistes tradicionals de l'hinduisme, com ara el Vishishtadvaita Vedanta de Ramanuja i el Dvaita Vedanta de Madhva, Ixvarà s'identifica com el Senyor Vishnu/Narayana, que és diferent del prakriti (món material) i del Puruixa (Jo).
Aquestes variacions en el concepte d'Ixvarà són coherents amb la noció hinduista de Déu personal, on els ideals o la manifestació dels valors més elevats del Jo individual que s'estimen. Les escoles d'hinduisme deixen a l'individu la llibertat i l'elecció de conceptualitzar Ixvarà de la manera significativa que desitgi, ja sigui en forma de deïtat a escollir o Braman sense forma (Realitat Absoluta, Principi Universal, veritable Jo especial).

### A Samkhya
Alguns estudiosos consideren que Samkhya és una de les principals escoles atees de la filosofia hindú. Altres, com ara Jacobsen, creuen que el Samkhya es descriu amb més precisió com a no teista. D'altres argumenten que el Samkhya ha estat teista des dels seus inicis fins a l'època medieval. Isvara s'afirma ocasionalment, però sovint es nega a l'escola Samkhya de l'hinduisme; per exemple, es presenten arguments al Samkhya Pravachana Sutra i els seus comentaris contra l'existència d'Isvara, principalment que un ésser que és alhora creador i lliure no pot existir.

### En el ioga
Els Yogasutras de Patanjali, el text fonamental de l'escola de ioga de l'hinduisme, utilitzen el terme Ixvarà en 11 versos: I.23 a I.29, II.1, II.2, II.32 i II.45. Des de la publicació del Sutra, els erudits hindús han debatut i comentat sobre qui o què és Ixvarà? Aquests comentaris van des de definir Ixvarà des d'un déu personal fins a un jo especial i fins a qualsevol cosa que tingui un significat espiritual per a l'individu. Whicher explica que, si bé els versos concisos de Patanjali es poden interpretar tant com a teistes com a no teistes, el concepte d'Ixvarà de Patanjali en la filosofia del ioga funciona com un catalitzador o guia transformador per ajudar el iogui en el camí cap a l'emancipació espiritual.

Patanjali defineix Ixvarà (sànscrit: ईश्वर) al vers 24 del Llibre 1, com un Jo especial (पुरुषविशेष, Puruixa -viśeṣa),
| « | sànscrit: क्लेश कर्म विपाकाशयैरपरामृष्टः पुरुषविशेष ईश्वरः ॥२४॥ – Yoga Sutras I.24 | » |

Aquest sutra afegeix les característiques d'Ixvarà com a aquell Jo especial que no es veu afectat (अपरामृष्ट, aparamrsta) pels obstacles (क्लेश, klesha), les circumstàncies pròpies creades pel passat, o les circumstàncies actuals (ऍरऍकर). karma), els fruits de la vida (विपाक, vipâka), i les disposicions/intencions psicològiques (आशय, ashaya).
El concepte d'Ixvarà de Patanjali no és ni un Déu creador ni l'Absolut universal de l'escola Advaita Vedanta de l'hinduisme.

### A Vaisesika
L'escola Vaixesika de l'hinduisme, fundada per Kanada al primer mil·lenni aC, no requeria ni es basava en Ixvarà per a la seva filosofia naturalista atomista. Per a ella, les substàncies i els paramāṇu (àtoms) eren eterns; es movien i interactuaven basant-se en lleis impersonals i eternes de la natura, les adrsta (अदृष्ट, invisibles). El concepte d'Ixvarà, entre d'altres, va entrar a l'escola Vaisheshika molts segles més tard, al primer mil·lenni dC. Aquesta evolució d'idees tenia com a objectiu explicar com i per què els seus anomenats àtoms tenen un ordre i unes proporcions particulars. Aquests antics erudits Vaixeṣika d'edats posteriors van conservar la seva creença que les substàncies són eternes, i van afegir Ixvarà com un altre etern que també és omniscient i omnipresent (no omnipotent). Ixvarà no va crear el món, segons aquesta escola d'erudits hindús, sinó que només va crear lleis invisibles que operen el món i després es torna passiu i deixa que aquestes lleis universals ocultes facin la seva. Així, l'Ixvarà
a de Vaixeshika reflecteix Deus otiosus del deisme. Ixvarà de l'escola Vaixesika, afirma Klaus Klostermaier, es pot entendre com un Déu etern que coexisteix a l'univers amb substàncies i àtoms eterns, però Ell «dona corda al rellotge i el deixa seguir el seu curs».

### A Nyaya
Els primers estudiosos de l'escola Nyaya consideraven la hipòtesi d'Ixvarà com un Déu creador amb el poder d'atorgar benediccions, favors i fruits. Tanmateix, els primers erudits Nyaya van rebutjar aquesta hipòtesi, tot i que no l'existència de Déu en si mateix, i no eren teistes. Amb el temps, l'escola Nyaya es va convertir en una de les defensores més importants del teisme en la filosofia hindú.
Al llibre 4 de Nyayasutra, el capítol 1 examina les causes de la producció i destrucció d'entitats (vida, matèria) a l'univers. Considera moltes hipòtesis, incloent-hi Ixvarà. Versos 19–21, postulen que Ixvarà existeix i n'és la causa, estableixen una conseqüència del postulat, després presenten proves contràries i, a partir de la contradicció, conclouen que el postulat ha de ser invàlid.
Sutra de la proposició: Ixvarà és la causa, ja que veiem que de vegades l'acció humana no té fruits (resultats).
Sutra de l'objecció prima facie: Això no és així, ja que, de fet, no s'aconsegueix cap fruit sense l'acció humana.
Sutra de la conclusió: No és així, ja que està influenciat per ell. Nyaya Sutra IV.1.19 – IV.1.21
Segles més tard, l'erudit de l'escola Nyaya del segle V dC, Prastapada, va revisar la premissa d'Ixvarà. El va seguir Udayana, que en el seu text Nyayakusumanjali, va interpretar-ho al vers 4.1.21 del Nyaya Sutra com a acció humana i ell com a Ixvarà, i després va desenvolupar contraarguments per demostrar l'existència d'Ixvarà. En desenvolupar els seus arguments, va definir inherentment Ixvarà com a causa eficient, omnipotent, omniscient, infal·lible, donant de dons, capacitat i significat a la humanitat, creador diví del món, així com dels principis morals, i el poder invisible que fa que la doctrina del karma funcioni.

### A Mimamsa
Els estudiosos mimāmsā de l'hinduisme qüestionaven què és Ixvarà (Déu)? Van utilitzar les seves eines de pramana per interrogar les respostes ofertes per altres escoles de l'hinduisme. Per exemple, quan els estudiosos de Nyaya van afirmar que Déu és omnipotent, omniscient i infal·lible, que el món és el resultat de la creació de Déu, cosa que es demostra per la presència de criatures, igual que el treball humà demostra l'existència humana, els estudiosos de Mimamsa van preguntar, per què aquest Déu crea el món, i per quina raó? A més, van afegir, no pot ser per l'amor d'Ixvarà pels éssers humans, perquè aquest món –si és que Ixvarà el va crear– és imperfecte i els Jos humans hi pateixen. Els estudiosos mimamsa de l'hinduisme van plantejar nombroses objeccions a qualsevol definició d'Ixvarà juntament amb les seves premisses. Van deconstruir les justificacions del concepte d’Ixvarà i el van considerar innecessari per a una filosofia coherent i una moksha (alliberament espiritual).

### En Vedanta

#### Advaita Vedanta
L'escola Advaita Vedanta de l'hinduisme proclama que a nivell empíric Ixvarà és la causa de l'univers i qui premia els fruits de cada acció. Es defineix com aquell que no té gustos ni disgustos, ben encarnat amb compassió (vaiṣamya Nairgghṛṇya doṣa vihīnaḥ). Ixvarà és allò que està «lliure d’avidyā (ignorància), lliure d’ahaṃkṛti (sentit de l'ego), lliure de bandhana (esclavitud)»  , un Jo que és pur, il·luminat, alliberat. Havent acceptat i establert Ixvarà, l'Advaita Vedanta proclama que la veritable naturalesa d'Ixvarà (existència, consciència i felicitat) no és diferent de la veritable naturalesa d'un individu. Això dóna espai a l'Advaita Vedanta per mostrar la naturalesa d'Ixvarà com a causa material i instrumental d'aquest univers i l'individu que està limitat en les seves pròpies capacitats com a irreal i declarar que hi ha unitat entre els dos havent negat les qualitats. Això estableix Ixvarà com a 'saguṇa' o amb atributs de l'existència empírica i 'nirguṇa' del sentit absolut. Aquesta unitat només s'accepta al nivell de mukti o realització última i no al nivell vyavahara o empíric. A nivell absolut no hi ha alteritat ni distinció entre Jiva (ésser viu) i Ixvarà, i qualsevol intent de distingir-los és una idea falsa, basada en un coneixement erroni, segons l'Advaita Vedanta.
Altres textos hindús advaitin ressonen amb les opinions monistes d'Adi Shankara. Per exemple, l'Isa Upanishad, a l'himne 1.5-7, afirma que Ixvarà està "per sobre de tot, fora de tot, més enllà de tot, però també dins de tot"; qui es coneix a si mateix com tots els éssers i tots els éssers com ell mateix, mai s'alarma davant de ningú. S'allibera de les pors, de les il·lusions, de la causa fonamental del mal. Esdevé pur, invulnerable, unificat, lliure del mal, fidel a la veritat, alliberat com Ixvarà.
Quan l'univers no es manifesta, Shankara concep Ixvarà com a habitant d'un estat de son sense somnis. La manifestació de l'univers es produeix quan Ixvarà es troba en un estat de somni, en què Ixvarà visualitza l'univers a causa del seu record de creacions anteriors. De la mateixa manera que l'estat de somni depèn de la memòria (no està separat de la ment), l'univers no té una existència separada d'Ixvarà. El coneixement d'Ixvarà és, doncs, una condició necessària per a l'existència de l'univers.

#### Vishishtadvaita Vedanta
Ixvarà, a la subescola hinduista Vishishtadvaita Vedanta, és un concepte compost de dualisme i no-dualisme, o no-dualisme amb diferenciació. Ixvarà, erudits de Vishishtadvaitin com l'afirmació de Ramanuja del segle XI, és el creador suprem i sinònim de Braman. Equiparat amb Vishnu a Vishishtadvaita o un dels seus avatars, és tant la causa material com la causa eficient, transcendent i immanent. Ixvarà es manifesta en cinc formes, creu que Vishishtadvaitins: para (transcendent), vyuha (emanacions), vibhava (encarnacions), antaryamin (habita dins) i arca (icones). Segons aquesta subescola, afirma John Grimes, Ixvarà posseeix sis qualitats divines: jnana (coneixement), bala (força), aisvarya (senyori), sakti (poder), virya (virilitat) i tejas (esplendor).
Els conceptes de Vishishtadvaita de Ramanuja van proporcionar la base per a diversos moviments Bhakti de l'hinduisme, com els de Sri Aurobindo i s'ha suggerit que van influir en el lingayatisme de Basava.

#### Dvaita Vedanta
La subescola Dvaita (dualisme) de l'hinduisme vedanta, fundada per Madhva al segle XIII, defineix Ixvarà com a Déu creador que és diferent de Jiva (els Jos individuals en els éssers vius). Narayana (Vixnu) es considera Ixvarà, i el moviment Vixnuisme va sorgir sobre la base desenvolupada per la subescola Dvaita Vedanta.
Ixvarà (Déu) és una realitat completa, perfecta i la més elevada per als Dvaitins, i alhora el món és una realitat separada per a ells, a diferència dels pensaments contraposats en altres subescoles de Vedanta. A la subescola Dvaita, el Jiva (el Jo individual) és diferent, però depèn d'Ixvarà (Déu). Tots dos posseeixen els atributs de consciència, felicitat i existència, però el Jo individual es considera atòmic, mentre que Déu ho abasta tot. Els atributs de Jiva lluiten per manifestar-se, mentre que els de Déu es manifesten plenament.
Madhva afirma que hi ha cinc permutacions de diferències entre Jiva (el Jo individual) i Ixvarà (Déu): entre Déu i el Jo, entre Déu i la matèria, entre el Jo i la matèria, entre un Jo i un altre Jo, i entre una cosa material i una altra cosa material. Les diferències són tant qualitatives com quantitatives. A diferència dels vedantins advaita, que sostenen que el coneixement pot conduir a la unitat amb tothom i tot, així com a la fusió amb l'Absolut Universal Atemporal, a l'estat de moksha en aquesta vida, els vedantins dvaita sostenen que el moksha només és possible en l'altra vida si Déu ho vol (si no, aleshores el propi Jo reneix). A més, Madhva destaca que Déu crea el Jo individual, però el Jo individual mai va ser ni mai esdevindrà un amb Déu; el millor que pot fer és experimentar la felicitat acostant-se infinitament a Déu.
El món, anomenat Maya, es considera la voluntat divina d'Ixvarà. El Jiva pateix, experimenta misèria i esclavitud, afirmen els Dvaitins, a causa de la ignorància i el coneixement incorrecte (ajnana). L'alliberament es produeix amb el coneixement correcte i l'assoliment del Senyor Narayana. És la Seva gràcia la que dóna la salvació segons la subescola Dvaita, que s'aconsegueix mitjançant el predomini de sattva guna (vida moral, constructiva, senzilla i plena de bondat), i per tant els Dvaitins han de viure una vida dhàrmica mentre recorden constantment i estimen profundament Ixvarà.

#### Achintya-Bheda-Abheda
Acintya bhedābheda és una subescola de Vedanta que representa la filosofia de la unitat i diferència inconcebibles, en relació amb la creació, Prakriti, i el creador, Ixvarà (Krixna).
En sànscrit, achintya significa inconcebible, bheda es tradueix com a diferència i abheda com a unitat. El jo (la seva frase anglesa per a la paraula sànscrita: jiva) es considera parts de Déu, i per tant u amb Ell en qualitat, i alhora diferents d'Ell en quantitat. Això s'anomena acintya-bheda-abheda-tattva, inconcebible, unitat i diferència simultànies.
La filosofia de Caitanya d'acintya-bhedābheda-tattva s'entén com a part d'una progressió cap al teisme devocional. Ramanuja havia estat d'acord amb Adi Xankara que l'Absolut és només un, però ell no hi havia estat d'acord afirmant la varietat individual dins d'aquesta unitat. Madhwa havia subratllat la dualitat eterna del Suprem i el jiva: havia mantingut que aquesta dualitat perdura fins i tot després de l'alliberament. Caitanya, al seu torn, va especificar que el Suprem i les jīvas són inconcebiblement, simultàniament un i diferents (acintya-bheda-abheda).

### A Carvaka
Carvaka, una altra tradició atea dins del sramana, era materialista i una escola d’escepticisme filosòfic. Van rebutjar tots els conceptes d’Ixvarà, així com totes les formes de sobrenaturalisme.